# HMS Hardy (H87)
«Гарді» (H87) (англ. HMS Hardy (1936) — військовий корабель, лідер ескадрених міноносців типу «H» Королівського військово-морського флоту Великої Британії за часів Другої світової війни.
«Гарді» був закладений 30 травня 1935 року на верфі компанії Cammell Laird, Беркенгед. 11 грудня 1936 року увійшов до складу Королівських ВМС Великої Британії.

## Дизайн та конструкція
У грудні 1934 році Британське адміралтейство в контексті програми Військово-морських закупівель 1933 року (англ. 1933 Naval Construction Programme) замовило закладку нового лідера есмінців типу «H», що мусив носити ім'я славетного англійського віцеадмірала сера Томаса Гарді, 1-го баронета, командира лінійного корабля «Вікторі» в Трафальгарській битві. Як і попередні лідери есмінців типу «E» та «F», цей корабель був побудований за дизайном лідера «Фокнор» і був здебільше за ескадрені міноносці рідної серії, та додатково мав ще одну, п'яту артилерійську установку на позиції «Q» між димовими трубами. На відміну від попереднього лідера флотилії ескадрених міноносців «Гленнвіль», цей флагман був довше та легше за нього.
Лідер ескадрених міноносців «Гарді» мав корпус загальною довжиною між перпендикулярами 102,7 м, довжиною між перпендикулярами — 100,6 м, бімс — 10,4 м та осадку до 3,9 м. Водотоннажність бойового корабля становила: стандартна — 1 455 довгих тонн та повна — 2 053 довгих тонн відповідно.
Головна енергетична установка включала в себе три триколекторні Адміралтейських котли з пароперегрівником і два одноступінчатих редуктори, дві парових турбіни Parsons. Дві турбіни (високого і низького тиску) і редуктор становили турбозубчатий агрегат. Розміщення ГЕУ — лінійне. Котли розміщувалися в ізольованих відсіках, турбіни — у загальному машинному відділенні, при цьому були відокремлені від турбін водонепроникною перегородкою. Робочий тиск пару — 21 кгс/см² (20,68 атм.), температура — 327 °С.
Проектна потужність становила 38 000 к.с. (28 000 кВт), що мало забезпечити максимальну швидкість ходу (при повному навантаженні) в 36 вузлів (67 км/год). Запас палива зберігався в паливних танках, ємністю 480 тонн мазуту, що забезпечувало дальність плавання 5 530 морських миль (10 240 км) 15-вузловим ходом (28 км/год). Екіпаж корабля становив 175 членів.
Корабельна артилерія головного калібру (ГК) у есмінця HMS «Гарді»: п'ять 120-мм універсальних швидкострільних гармат QF Mark IX з довжиною ствола 45 калібрів у поодиноких установках Mark II на центральній осі корабля, що утворювали дві передні та дві кормові вогневі позиції. Максимальний кут піднесення 40°, зниження на −5°. Маса снаряда 22,7 кг, початкова швидкість — 810 м/с. Гармати мали швидкострільність 12 пострілів на хвилину на відстань 15,5 км. Боєзапас становив 150 пострілів на ствол.
Основу зенітного озброєння становили дві зчетверені 12,7-мм зенітні кулеметні установки Vickers .50 Mk III зі швидкострільністю 500—600 постр./хв.
Торпедне озброєння складалося з двох зчетверених 21-дюймових (533-мм) торпедних апаратів конструкції Q.R.Mk.VIII, що розташовувалися в кормовій частині корпусу на осьовій лінії. Есмінець також мав одну напрямну для скидання глибинних бомб і 2 пристрої для їх скидання; на борту перебувало зазвичай 20 глибинних бомб, хоча з початком війни їх чисельність збільшили до 35 одиниць.

## Історія
Невдовзі після введення до строю, лідер «Гарді» увійшов до 2-ї флотилії есмінців Середземноморського Флоту. З 1937 до 1939 залучався до блокади британськими та французькими кораблями узбережжя Іспанії, в якій точилася Громадянська війна, з метою недопущення контрабанди зброї. 13 травня 1937 британський есмінець «Хантер» підірвався на морській міні південніше за Алмерію і «Гарді» брав участь у рятувальних роботах у районі інциденту. 23 травня 1937 корабель був пришвартований у порту Пальма на Майорці, коли на морській порт здійснили наліт бомбардувальники іспанських Республіканських ВПС, проте він не постраждав. По завершенню місії в 1939 році прибув на ремонт до доків Девонпорту, де знаходився з 2 червня до 27 липня 1939.
З початком Другої світової війни перебував на Мальті. У жовтні 1939 у складі з'єднання «K» переведений до Фрітауна в Сьєрра-Леоне, яке полювало на німецькі рейдери у Південній Атлантиці. 17 грудня 1939 року з'єднання у складі авіаносця «Арк Роял», лінійного «Рінаун» і легкого крейсерів «Нептун» та есмінців «Гарді», «Хостайл», «Геревард», «Гасті» зосередилися після дозаправлення у Ріо-де-Жанейро в Бразилії й прослідували до естуарію річки Ла-Плата. Військове формування виконувало завдання з блокування вірогідних шляхів відступу пошкодженого німецького «кишенькового лінкора» «Адмірал граф Шпее» після битви у Ла-Плати.
На початку 1940 повернувся до Об'єднаного Королівства, з 25 січня до 12 лютого пройшов капітальний ремонт у доках Девонпорту, по завершенні якого виконував завдання з ескортування транспортних суден з базуванням на Грінок. 9 березня став флагманом 2-ї флотилії есмінців Флоту Метрополії у Скапа-Флоу.
6 квітня 1940 бойовий корабель на чолі 2-ї флотилії есмінців ескортував чотири мінних загороджувачі 20-ї флотилії в ході операції «Вілфред», мінуванні Вестфіорду для запобігання транспортних перевезень шведської залізної руди з норвезького Нарвіка до Німеччини. Рано-зранку 8 квітня морське мінне поле було встановлене, майже напередодні німецького вторгнення до країни. Згодом лідер з рештою флотилії приєднався до ескорту лінійного крейсера «Рінаун».
9 квітня 1940 командир корабля капітан Бернард Вобартон-Лі отримав наказ від вищого командування щодо атаки німецьких кораблів та суден, що перебували у Нарвіку. Британські есмінці в умовах снігового шторму раптово напали з напрямку Уфут-фіорду на ворожі судна в бухті норвезького міста. Торпедною атакою британський лідер завдав смертельних пошкоджень німецькому есмінцеві «Вільгельм Гайдкамп», від яких тої затонув наступного дня. Другою торпедою було пошкоджене вантажне судно. Наступний залп з чотирьох торпед призначався для ураження двох німецьких есмінців, проте усі вони промайнули мимо цілі й влучили у доки, де зосереджувалася залізна руда для перевезень. Перегрупувавшись, капітан Вобартон-Лі здійснив чергову спробу атакувати супротивника в бухті, однак результат був незначний через погані умови бачення.

Схема першої битви за Нарвік. 10 квітня 1940

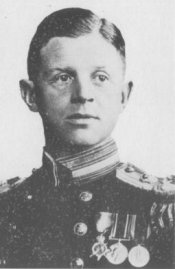
Командир лідера капітан Бернард Вобартон-Лі, кавалер Хреста Вікторії

Після другої атаки британців, німці отямилися та влаштували відсіч усіма силами. Британські кораблі спробували відступити на захід до Офотфіорду, проте німці переслідували їх есмінцями. П'ять есмінців Крігсмаріне протистояли флотилії, два з них перекривали їй вихід у відкрите море. Незабаром флотилія потрапила під вогонь корабельної артилерії німців.
Один з перших же снарядів влучив у носову частину «Гарді», знищив його носову артилерійську установку і зруйнував надбудову. Місток і рульова рубка були зруйновані. Командир корабля Вобартон-Лі отримав смертельне поранення, вбиті або важко поранені були усі, що знаходилися на містку, за винятком помічника командира пей-майстра Стеннінга. Попри смертельній рані, командир продовжував керувати есмінцем. Через деякий час 127-мм снаряд пробив обшивку і вибухнув у машинному відділенні. Паропровід лопнув, і «Гарді» став втрачати хід, його турбіни зупинилися. Корабель був приречений. Пей-майстер Стеннінг від імені командира наказав рухатися таким курсом, що б викинутися на берег поблизу Відреку. Екіпаж, під сильним і влучним вогнем противника примусово посадив ескадрений міноносець на мілину на незначній відстані від берега. Увесь цей час артилерія вела вогонь по німцях, а гармата № 4 до закінчення боєприпасів. З усього екіпажу «Гарді» залишилися в живих 170 осіб. Сімнадцять членів екіпажу були вбиті, а двоє зникли безвісти.
Командира корабля капітана Вобартон-Лі матроси винесли на берег, де він помер через годину від поранення голови. За свій вчинок він був посмертно удостоєний найвищої військової нагороди Великої Британії — хреста Вікторії.